# Almerina Ipsevich
Almerina Ipsevich (18 novembre 1921 – 2003) è stata un'economista italiana.

## Biografia
Si laureò in Scienze politiche presso l'Università di Torino; dedicò la sua attività all'ISCO, in qualità di direttrice generale e poi di vicepresidente, e all'AGI, per la quale divenne "caporeparto" ed educatrice di intere generazioni di ragazze scout cattoliche
Fu la prima a dedicarsi nel secondo dopoguerra a esperimenti nel campo della politica economica e dell'analisi congiunturale in Italia.
Presso l'ISCO fu fautrice dello sviluppo di metodi qualitativi per valutare il cambiamento con l'obiettivo di identificare la direzione nella quale sarebbero avvenuti i cambiamenti.